# Ammothea minor
Ammothea minor là một loài nhện biển trong họ Ammotheidae. Loài này thuộc chi Ammothea. Ammothea minor được miêu tả khoa học năm 1907 bởi Hodgson.